# Llista de premis i nominacions rebuts per Lin-Manuel Miranda
La llista de premis i nominacions rebuts per Lin-Manuel Miranda inclou els premis i nominacions rebuts per aquest compositor, lletrista, actor, cantant, raper, productor i autor estatunidenc, Lin-Manuel Miranda, conegut principalment per haver creat els musicals In the Heights i Hamilton. Entre els premis guanyats per Miranda hi ha un Premi Pulitzer, tres Premis Tony, Tres Grammy, un Emmy i dos Premis Olivier. També té una estrella al Passeig de la Fama de Hollywood, la qual va rebre el 2018.

## Cinema i televisió

### Premis Oscar
| Any  | Categoria             | Feina                         | Resultat | Referència |
| ---- | --------------------- | ----------------------------- | -------- | ---------- |
| 2016 | Millor cançó original | "How Far I"ll Go" (de Vaiana) | Nominat  | [ 1 ]      |
| 2021 | Millor cançó original | "Dos Oruguitas" (d'Encanto)   | Nominat  | [ 2 ]      |

### Premis Emmy
| Any                               | Categoria                                                      | Feina                                  | Resultat                          | Referència                        |
| Premis Children's and Family Emmy | Premis Children's and Family Emmy                              | Premis Children's and Family Emmy      | Premis Children's and Family Emmy | Premis Children's and Family Emmy |
| --------------------------------- | -------------------------------------------------------------- | -------------------------------------- | --------------------------------- | --------------------------------- |
| 2022                              | We the People                                                  | Millor programa de format curt         | Guanyador                         | [ 3 ]                             |
| Premis Daytime Emmy               |                                                                |                                        |                                   |                                   |
| 2014                              | Millor cançó original (compartit amb Luis Santeiro)            | "Rhymes With Mando" (de Barrio Sésamo) | Nominat                           | [ 4 ]                             |
| Premis Primetime Emmy             |                                                                |                                        |                                   |                                   |
| 2014                              | Millor música i lletra (compartit amb Tom Kitt)                | "Bigger!" (dels 67ns Premis Tony)      | Guanyador                         | [ 5 ] [ 6 ]                       |
| 2017                              | Millor actor convidat en una sèrie de comèdia                  | Saturday Night Live                    | Nominat                           | [ 5 ]                             |
| 2018                              | Millor actor convidat en una sèrie de comèdia                  | Curb Your Enthusiasm                   | Nominat                           | [ 5 ]                             |
| 2019                              | Millor minisèrie (com a productor executiu)                    | Fosse/Verdon                           | Nominat                           | [ 5 ]                             |
| 2021                              | Millor varietat especial (pre-gravat) (com a productor)        | Hamilton                               | Guanyador                         | [ 5 ]                             |
| 2021                              | Millor actor en una mini-sèrie, sèrie anatològica o pel·lícula | Hamilton                               | Nominat                           | [ 5 ]                             |

### Premis Globus d'Or
| Any  | Categoria                                                             | Feina                                                            | Resultat | Referència |
| ---- | --------------------------------------------------------------------- | ---------------------------------------------------------------- | -------- | ---------- |
| 2016 | Millor cançó original                                                 | "How Far I"ll Go" (de Vaiana)                                    | Nominat  | [ 7 ]      |
| 2018 | Millor actor - Pel·lícula musical o de comèdia                        | Mary Poppins Returns                                             | Nominat  | [ 8 ]      |
| 2019 | Millor minisèrie o pel·lícula de televisió (com a productor executiu) | Fosse/Verdon                                                     | Nominat  | [ 9 ]      |
| 2020 | Hamilton                                                              | Millor pel·lícula - Musical o comèdia (com a productor executiu) | Nominat  | [ 10 ]     |
| 2020 | Hamilton                                                              | Millor actor - Pel·lícula musical o de comèdia                   | Nominat  | [ 10 ]     |
| 2021 | Millor cançó original                                                 | "Dos Oruguitas" (d'Encanto)                                      | Nominat  | [ 11 ]     |

### Premis Producers Guild of America
| Any  | Categoria                                                     | Feina              | Resultat  | Referència |
| ---- | ------------------------------------------------------------- | ------------------ | --------- | ---------- |
| 2017 | Millor productor de televisió (no-ficció)                     | Hamilton's America | Nominat   | [ 12 ]     |
| 2020 | Millor productor d'una minisèrie                              | Fosse/Verdon       | Nominat   | [ 13 ]     |
| 2021 | Millor productor d'una pel·lícula en streaming o de televisió | Hamilton           | Guanyador | [ 14 ]     |

### Premis Satellite
| Any  | Categoria                                          | Feina                              | Resultat  | Referència           |
| ---- | -------------------------------------------------- | ---------------------------------- | --------- | -------------------- |
| 2019 | Millor actor en una pel·lícula - Comèdia o musical | Mary Poppins Returns               | Nominat   | [ 15 ]               |
| 2021 | Millor actor en una pel·lícula - Comèdia o musical | Hamilton                           | Nominat   | [ 16 ]               |
| 2021 | Millor pel·lícula - Comèdia o musical              | Hamilton                           | Nominat   | [ 16 ]               |
| 2022 | Millor director                                    | tick, tick... BOOM!                | Nominat   | [ 17 ] [ 18 ] [ 19 ] |
| 2022 | Millor cançó original                              | "Colombia, Mi Encanto" (d'Encanto) | Guanyador | [ 17 ] [ 18 ] [ 19 ] |
| 2022 | Premi Auteur                                       | N/D                                | Guanyador | [ 20 ]               |

### Altres premis
| Any  | Premi                                           | Categoria                                                                                    | Feina                                                     | Resultat   | Ref.          |
| ---- | ----------------------------------------------- | -------------------------------------------------------------------------------------------- | --------------------------------------------------------- | ---------- | ------------- |
| 2016 | Premis Hollywood Music in Media                 | Millor cançó original en una pel·lícula animada (compartit amb Opetaia Foa'i i Mark Mancina) | Vaiana                                                    | Nominat    | [ 21 ]        |
| 2016 | Premis Hollywood Music in Media                 | Millor cançó original en una pel·lícula animada (compartit amb Opetaia Foa'i i Mark Mancina) | "We Know the Way" (de Vaiana)                             | Nominat    | [ 21 ]        |
| 2016 | Premi Las Vegas Film Critics Society            | Millor cançó                                                                                 | "How Far I'll Go" (de Vaiana)                             | Nominat    | [ 22 ]        |
| 2016 | Premi St. Louis Film Critics Association        | Millor cançó                                                                                 | "How Far I'll Go" (de Vaiana)                             | Nominat    | [ 23 ]        |
| 2016 | Premi St. Louis Film Critics Association        | Millor cançó                                                                                 | "You’re Welcome" (de Vaiana)                              | Nominat    | [ 23 ]        |
| 2017 | Premi Houston Film Critics Society              | Millor cançó                                                                                 | "How Far I'll Go" (de Vaiana)                             | Nominat    | [ 24 ]        |
| 2017 | Premi Georgia Film Critics Association          | Millor cançó                                                                                 | "How Far I'll Go" (de Vaiana)                             | Nominat    | [ 25 ]        |
| 2017 | Premis Circuit Community                        | Millor cançó                                                                                 | "How Far I'll Go" (de Vaiana)                             | Nominat    | [ 26 ]        |
| 2017 | Premi Gold Derby per la millor cançó            | Millor cançó                                                                                 | "How Far I'll Go" (de Vaiana)                             | Nominat    | [ 27 ]        |
| 2018 | Premis Palm Springs International Film Festival | Millor repartiment                                                                           | Mary Poppins Returns                                      | Guanyador  | [ 28 ]        |
| 2018 | Premis Saturn                                   | Millor actor de repartiment                                                                  | Mary Poppins Returns                                      | Nominat    | [ 29 ]        |
| 2019 | Premis Guild of Music Supervisors               | Millor cançó/gravació creada per una pel·lícula                                              | "Trip a Little Light Fantastic" (de Mary Poppins Returns) | Nominat    | [ 30 ]        |
| 2019 | Premis Teen Choice                              | Millor actor de ciència-ficció/fantasia                                                      | Mary Poppins Returns                                      | Nominat    | [ 31 ]        |
| 2020 | Premis People's Choice                          | Millor estrella de drama del 2020                                                            | Hamilton                                                  | Guanyador  | [ 32 ]        |
| 2020 | Premis People's Choice                          | Millor estrella masculina del 2020                                                           | Hamilton                                                  | Nominat    | [ 32 ]        |
| 2021 | Premis NAACP Image                              | Millor pel·lícula per a TV, minisèrie o especial dramàtic                                    | Hamilton                                                  | Nominat    | [ 33 ]        |
| 2021 | Premis NAACP Image                              | Millor guió en una pel·lícula o especial de TV                                               | Hamilton                                                  | Nominat    | [ 33 ]        |
| 2021 | Premis Nickelodeon Kids' Choice                 | Actor de pel·lícula preferit                                                                 | Hamilton                                                  | Nominat    | [ 34 ]        |
| 2021 | Premis Atlanta Film Critics Circle              | Millor primera pel·lícula                                                                    | tick, tick... BOOM!                                       | Guanyador  | [ 35 ]        |
| 2021 | Premis Sunset Circle                            | Cinc directors de foc                                                                        | tick, tick... BOOM!                                       | Guanyador  | [ 36 ]        |
| 2021 | Premis Detroit Film Critics Society             | Millor director                                                                              | tick, tick... BOOM!                                       | Guanyador  | [ 37 ]        |
| 2021 | Premis Las Vegas Film Critics Society           | Millor cançó                                                                                 | "Dos Oruguitas" (d'Encanto)                               | Nominat    | [ 38 ] [ 39 ] |
| 2022 | Premis Oklahoma Film Critics Circle             | Millor extensió de treballs                                                                  | Encanto, In the Heights, tick, tick... BOOM! i Vivo       | Guanyador  | [ 40 ]        |
| 2022 | Premis Critics's Choice                         | Millor cançó                                                                                 | "Dos Oruguitas" (d'Encanto)                               | Nominat    | [ 41 ] [ 42 ] |
| 2022 | Premis Houston Film Critics Society             | Millor cançó                                                                                 | "Dos Oruguitas" (d'Encanto)                               | Nominat    | [ 43 ] [ 44 ] |
| 2022 | Premis Annie                                    | Millor música                                                                                | "Dos Oruguitas" (d'Encanto)                               | Guanyadors | [ 45 ] [ 46 ] |
| 2022 | Premis North Carolina Film Critics Association  | Millor direcció debut                                                                        | tick, tick... BOOM!                                       | Nominat    | [ 47 ] [ 48 ] |
| 2022 | Premis Hollywood Critics Association            | Millor director                                                                              | tick, tick... BOOM!                                       | Nominat    | [ 49 ] [ 50 ] |
| 2022 | Premis Hollywood Critics Association            | Millor primera pel·lícula                                                                    | tick, tick... BOOM!                                       | Guanyador  | [ 49 ] [ 50 ] |
| 2022 | Premis Chicago Indie Critics                    | Trailblazer Award                                                                            | Trailblazer Award                                         | Guanyador  | [ 51 ]        |

1. ↑  Empatat amb Nia DaCosta per la pel·lícual Candyman
2. ↑  Compartit amb Germaine Franco

## Teatre

### Premis Tony
| Any  | Categoria                  | Feina          | Resultat  | Referència |
| ---- | -------------------------- | -------------- | --------- | ---------- |
| 2008 | Millor actor en un musical | In the Heights | Nominat   | [ 52 ]     |
| 2008 | Millor banda sonora        | In the Heights | Guanyador | [ 52 ]     |
| 2016 | Millor actor en un musical | Hamilton       | Nominat   | [ 53 ]     |
| 2016 | Millor llibret             | Hamilton       | Guanyador | [ 53 ]     |
| 2016 | Millor banda sonora        | Hamilton       | Guanyador | [ 53 ]     |

### Premis Laurence Olivier
| Any  | Categoria     | Feina          | Resultat  | Referència |
| ---- | ------------- | -------------- | --------- | ---------- |
| 2016 | Millor música | In the Heights | Guanyador | [ 54 ]     |
| 2018 | Millor música | Hamilton       | Guanyador | [ 55 ]     |

### Premis Drama Desk
| Any  | Categoria                        | Feina                    | Resultat  | Referència |
| ---- | -------------------------------- | ------------------------ | --------- | ---------- |
| 2007 | Millor actuació d'un repartiment | In the Heights           | Guanyador | [ 56 ]     |
| 2007 | Millor lletra                    | In the Heights           | Nominat   | [ 56 ]     |
| 2007 | Millor música                    | In the Heights           | Nominat   | [ 56 ]     |
| 2013 | Millor lletra                    | Bring it On: The Musical | Nominat   | [ 57 ]     |
| 2015 | Millor actor en un musical       | Hamilton                 | Nominat   | [ 58 ]     |
| 2015 | Millor música                    | Hamilton                 | Guanyador | [ 58 ]     |
| 2015 | Millor lletra                    | Hamilton                 | Guanyador | [ 58 ]     |
| 2015 | Millor llibret                   | Hamilton                 | Guanyador | [ 58 ]     |

### Premis Drama League
| Any  | Categoria       | Feina          | Resultat  | Referència |
| ---- | --------------- | -------------- | --------- | ---------- |
| 2007 | Millor actuació | In the Heights | Nominat   | [ 59 ]     |
| 2015 | Millor actuació | Hamilton       | Nominat   | [ 60 ]     |
| 2016 | Millor actuació | Hamilton       | Guanyador | [ 61 ]     |

### Premis Lucille Lortel
| Any  | Categoria                  | Feina    | Resultat  | Referència |
| ---- | -------------------------- | -------- | --------- | ---------- |
| 2015 | Millor actor en un musical | Hamilton | Guanyador | [ 62 ]     |

### Premis Outer Critics Circle
| Any  | Categoria                   | Feina          | Resultat  | Referència |
| ---- | --------------------------- | -------------- | --------- | ---------- |
| 2007 | Millor música original      | In the Heights | Nominat   | [ 63 ]     |
| 2015 | Millor llibret d'un musical | Hamilton       | Guanyador | [ 64 ]     |
| 2015 | Millor música original      | Hamilton       | Guanyador | [ 64 ]     |

### Premis Obie
| Any  | Categoria                 | Feina          | Resultat  | Referència |
| ---- | ------------------------- | -------------- | --------- | ---------- |
| 2007 | Música                    | In the Heights | Guanyador | [ 65 ]     |
| 2015 | Millor teatre americà nou | Hamilton       | Guanyador | [ 66 ]     |

### Premis Broadway.com Audience Choice
| Any  | Categoria                                                    | Feina                                | Resultat  | Referència    |
| ---- | ------------------------------------------------------------ | ------------------------------------ | --------- | ------------- |
| 2008 | Cançó nova preferida                                         | "In the Heights" (de In the Heights) | Guanyador | [ 67 ] [ 68 ] |
| 2008 | Primera actuació exitosa preferida                           | In the Heights                       | Guanyador | [ 67 ] [ 68 ] |
| 2008 | Repartiment preferit                                         | In the Heights                       | Nominat   | [ 67 ] [ 68 ] |
| 2008 | Actor preferit d'un musical                                  | In the Heights                       | Nominat   | [ 67 ] [ 68 ] |
| 2016 | Actor preferit d'un musical                                  | Hamilton                             | Guanyador | [ 69 ] [ 70 ] |
| 2016 | Parella d'escenari preferida (compartit amb Phillipa Soo)    | Hamilton                             | Nominat   | [ 69 ] [ 70 ] |
| 2016 | Parella d'escenari preferida (compartit amb Leslie Odom Jr.) | Hamilton                             | Guanyador | [ 69 ] [ 70 ] |
| 2016 | Cançó nova preferida                                         | "Alexander Hamilton" (de Hamilton)   | Nominat   | [ 69 ] [ 70 ] |
| 2016 | Cançó nova preferida                                         | "My Shot" (de Hamilton)              | Nominat   | [ 69 ] [ 70 ] |
| 2016 | Cançó nova preferida                                         | "Satisfied" (de Hamilton)            | Guanyador | [ 69 ] [ 70 ] |
| 2016 | Cançó nova preferida                                         | "The Schuyler Sisters" (de Hamilton) | Nominat   | [ 69 ] [ 70 ] |

### Altres premis
| Any  | Premis                                                                                                 | Categoria                                                         | Feina                    | Resultat  | Referència |
| ---- | --- | ----------------------------------------------------------------- | ------------------------ | --------- | ---------- |
| 2007 | Premis Theatre World                                                                                   | Millor actuació debut                                             | In the Heights           | Guanyador | [ 71 ]     |
| 2007 | Premis Clarence Derwent                                                                                | Actor més prometedir                                              | In the Heights           | Guanyador | [ 72 ]     |
| 2007 | Premis HOLA                                                                                            | Millor actuació masculina                                         | In the Heights           | Guanyador | [ 73 ]     |
| 2007 | Premis HOLA                                                                                            | Millor escriptura d'una obra (compartit amb Quiara Alegría Hudes) | In the Heights           | Guanyador | [ 73 ]     |
| 2008 | Premi Frederick Loewe de l'associació de dramaturgs d'Amèrica                                          | N/A                                                               | In the Heights           | Guanyador | [ 74 ]     |
| 2011 | Premis Los Angeles Drama Critics Circle                                                                | Millor música                                                     | In the Heights           | Guanyador | [ 75 ]     |
| 2012 | Premis Los Angeles Drama Critics Circle                                                                | Millor música                                                     | Bring It On: The Musical | Nominat   | [ 76 ]     |
| 2013 | Premis GLAAD Media for Outstanding New York Theatre: Broadway and Off-Broadway                         | Millor teatre de Nova York: Broadway i Off-Broadway               | Bring It On: The Musical | Nominat   | [ 77 ]     |
| 2015 | Premi Edgerton Foundation Play                                                                         | N/A                                                               | Hamilton                 | Guanyador | [ 78 ]     |
| 2015 | Premis Washington Prize Special Achievement Award                                                      | N/A                                                               | Hamilton                 | Guanyador | [ 79 ]     |
| 2016 | Premis Dorian                                                                                          | Artista de l'any                                                  | N/A                      | Nominat   | [ 80 ]     |
| 2016 | NAACP Image Award for Outstanding Duo, Group, or Collaboration                                         | Millor duo, grup o col·laboració                                  | Hamilton                 | Nominat   | [ 81 ]     |
| 2016 | Premi Frederick Loewe de l'associació de dramaturgs d'Amèrica                                          | Composició dramàtica                                              | Hamilton                 | Guanyador | [ 82 ]     |
| 2016 | Premis Edward M. Kennedy                                                                               | Drama inspirat en la història d'Amèrica                           | Hamilton                 | Guanyador | [ 83 ]     |
| 2016 | Premis Fred and Adele Astaire                                                                          | Millor repartiment en un show de Broadway                         | Hamilton                 | Nominat   | [ 84 ]     |
| 2017 | Premis Dorian                                                                                          | Artista de l'any                                                  | N/A                      | Guanyador | [ 85 ]     |
| 2017 | Premi Imagen President's (compartit amb la seva família)                                               | N/A                                                               | N/A                      | Guanyador | [ 86 ]     |
| 2017 | Premi United States Capitol Historical Society Freedom                                                 | N/A                                                               | N/A                      | Guanyador | [ 87 ]     |
| 2017 | Premi Latin Grammy President's Merit                                                                   | N/A                                                               | N/A                      | Guanyador | [ 88 ]     |
| 2018 | Premi Rosetta LeNoire                                                                                  | N/A                                                               | N/A                      | Guanyador | [ 89 ]     |
| 2018 | Kennedy Center Honors (compartit amb (shared with Andy Blankenbuehler, Alex Lacamoire and Thomas Kail) | N/A                                                               | Hamilton                 | Guanyador | [ 90 ]     |
| 2019 | Portrait of A Nation Prize                                                                             | N/A                                                               | N/A                      | Guanyador | [ 91 ]     |

## Altres premis

### Premis Grammy
| Any  | Categoria                                                     | Feina                                                 | Resultat  | Referència    |
| ---- | ------------------------------------------------------------- | ----------------------------------------------------- | --------- | ------------- |
| 2009 | Millor àlbum de teatre                                        | In the Heights                                        | Guanyador | [ 92 ]        |
| 2016 | Millor àlbum de teatre                                        | Hamilton                                              | Guanyador | [ 93 ]        |
| 2018 | Millor cançó per mitjans visuals                              | "How Far I'll Go" (de Vaiana)                         | Guanyador | [ 94 ] [ 95 ] |
| 2018 | Millor banda sonora per mitjans visuals                       | Vaiana                                                | Nominat   | [ 94 ] [ 95 ] |
| 2021 | Millor pel·lícula musical                                     | We Are Freestyle Love Supreme                         | Nominat   | [ 96 ]        |
| 2022 | Millor banda sonora de recopilació per a mitjans audiovisuals | In the Heights                                        | Nominat   | [ 97 ]        |
| 2023 | Millor cançó per a mitjans audiovisuals                       | "We Don't Talk About Bruno" (d'Encanto)               | Guanyador | [ 98 ]        |
| 2023 | Millor banda sonora de recopilació per a mitjans audiovisuals | Encanto                                               | Guanyador | [ 98 ]        |
| 2023 | Miilor narració                                               | Aristotle and Dante Dive into the Waters of the World | Nominat   | [ 98 ]        |

### Premis Hollywood Critics Association
| Any  | Categoria                 | Feina               | Resultat  | Referència |
| ---- | ------------------------- | ------------------- | --------- | ---------- |
| 2021 | Premi Inspire             | N/D                 | Guanyador | [ 99 ]     |
| 2022 | Millor director           | tick, tick... BOOM! | Nominat   | [ 100 ]    |
| 2022 | Millor primera pel·lícula | tick, tick... BOOM! | Guanyador | [ 100 ]    |

### Premis Pulitzer
| Any  | Categoria | Feina          | Resultat  | Referència |
| ---- | --------- | -------------- | --------- | ---------- |
| 2009 | Drama     | In the Heights | Nominat   | [ 101 ]    |
| 2016 | Drama     | Hamilton       | Guanyador | [ 102 ]    |

### MacArthur Fellowship
MacArthur Fellowship o "Genius Grant" és un premi atorgat anualment per la fundació John D. i Catherine T. MacArthur, normalment a entre 20 i 30 persones que es dediquen a qualsevol àrea, que han mostrat una "originalitat i dedicació extraordinària en les seves ocupacions i han tingut la capacitat per autodrigir-se" i que són ciutadans dels Estats Units.
El 2015, Lin-Manuel Miranda, juntament amb 23 persones més, va rebre el MacArthur Fellowship. Va ser reconegut per "reinventar el teatre americà en obres que fusionen la narració tradicional amb les veus i estils musicals contemporanis", concretament pels seus musicals In the Heights i Hamilton.